# Korisliiga 2017-18
La temporada 2017-2018 de la Korisliiga fue la edición número 78 de la Korisliiga, el primer nivel de baloncesto en Finlandia. La temporada regular cuádruple comenzó el 28 de septiembre de 2017 y finalizó la competición el 18 de mayo de 2018. El campeón fue el Kauhajoen Karhu, que conseguía su primer campeonato.

## Formato
Los once equipos jugarían cuatro equipos contra cada uno de los otros equipos para un total de 40 partidos. Los ocho equipos mejor calificados se unirían a los playoffs, mientras que el último clasificado descendería a la Primera División.

## Equipos
Espoo ascendió de Primera División y ningún equipo descendió.
| Equipo            | Ciudad       | Pabellón                   |
| ----------------- | ------------ | -------------------------- |
| Espoo United      | Espoo        | Espoo Metro Areena         |
| Helsinki Seagulls | Helsinki     | Töölö Sports Hall          |
| Kataja            | Joensuu      | Joensuu Areena             |
| Karhu             | Kauhajoki    | Kauhajoen Yhteiskoulu      |
| Kobrat            | Lapua        | Lapuan Urheilutalo         |
| Korihait          | Uusikaupunki | Pohitullin Sports Hall     |
| Kouvot            | Kouvola      | Mansikka-Ahon Urheiluhalli |
| KTP               | Kotka        | Steveco-Areena             |
| Nokia             | Nokia        | Nokian Palloiluhalli       |
| Pyrintö           | Tampere      | Pyynikin Palloiluhalli     |
| Salon Vilpas      | Salo         | Salohalli                  |

## Temporada regular

### Clasificación
| Pos. | Equipo            | PJ | G  | P  | GF   | GC   | DG   | Pts | Clasificación o descenso      |
| ---- | ----------------- | -- | -- | -- | ---- | ---- | ---- | --- | ----------------------------- |
| 1    | Vilpas Vikings    | 40 | 32 | 8  | 3794 | 3137 | +657 | 64  | Clasificado para playoffs     |
| 2    | Kauhajoki Karhu   | 40 | 28 | 12 | 3561 | 3305 | +256 | 56  | Clasificado para playoffs     |
| 3    | Nokia             | 40 | 24 | 16 | 3511 | 3396 | +115 | 48  | Clasificado para playoffs     |
| 4    | Helsinki Seagulls | 40 | 24 | 16 | 3489 | 3293 | +196 | 48  | Clasificado para playoffs     |
| 5    | Kouvot            | 40 | 23 | 17 | 3444 | 3345 | +99  | 46  | Clasificado para playoffs     |
| 6    | Kataja            | 40 | 22 | 18 | 3446 | 3378 | +68  | 44  | Clasificado para playoffs     |
| 7    | Pyrintö           | 40 | 22 | 18 | 3503 | 3355 | +148 | 44  | Clasificado para playoffs     |
| 8    | KTP               | 40 | 16 | 24 | 3347 | 3459 | −112 | 32  | Clasificado para playoffs     |
| 9    | Espoo United      | 40 | 15 | 25 | 3480 | 3635 | −155 | 30  |                               |
| 10   | Korihait          | 40 | 7  | 33 | 3292 | 4025 | −733 | 14  |                               |
| 11   | Kobrat            | 40 | 7  | 33 | 3266 | 3805 | −539 | 14  | Descenso a Primera División A |

 Fuente: Korisliiga

## Playoffs
Los cuartos de final y las semifinales se jugaron en el mejor de tres formatos 1–1–1–1–1 con un nuevo sorteo en las semifinales. Las finales se jugaron en un formato de playoffs al mejor de siete.

### Cuadro final
|  | Cuartos de final | Cuartos de final  | Cuartos de final |                   |   | Semifinales     | Semifinales | Semifinales |  |   | Finales      | Finales | Finales |  |
|  |                  |                   |                  |                   |   |                 |             |             |  |   |              |         |         |  |
|  |                  |                   |                  |                   |   |                 |             |             |  |   |              |         |         |  |
|  | 1                | Salon Vilpas      | 3                |                   |   |                 |             |             |  |   |              |         |         |  |
|  | 1                | Salon Vilpas      | 3                |                   |   |                 |             |             |  |   |              |         |         |  |
|  | 8                | KTP               | 1                |                   |   |                 |             |             |  |   |              |         |         |  |
|  | 8                | KTP               | 1                |                   | 1 | Salon Vilpas    | 4           |             |  |   |              |         |         |  |
|  |                  |                   |                  |                   | 1 | Salon Vilpas    | 4           |             |  |   |              |         |         |  |
|  |                  |                   | 4                | Helsinki Seagulls | 0 |                 |             |             |  |   |              |         |         |  |
|  | 4                | Helsinki Seagulls | 4                | Helsinki Seagulls | 0 | 3               |             |             |  |   |              |         |         |  |
|  | 4                | Helsinki Seagulls |                  |                   |   |                 |             |             |  |   |              |         |         |  |
|  | 5                | Kouvot            | 1                |                   |   |                 |             |             |  |   |              |         |         |  |
|  | 5                | Kouvot            | 1                |                   |   |                 |             |             |  | 1 | Salon Vilpas | 2       |         |  |
|  |                  |                   |                  |                   |   |                 |             |             |  | 1 | Salon Vilpas | 2       |         |  |
|  |                  |                   | 2                | Kauhajoki Karhu   | 4 |                 |             |             |  |   |              |         |         |  |
|  | 2                | Kauhajoki Karhu   | 2                | Kauhajoki Karhu   | 4 | 3               |             |             |  |   |              |         |         |  |
|  | 2                | Kauhajoki Karhu   |                  |                   |   |                 |             |             |  |   |              |         |         |  |
|  | 7                | Pyrintö           | 0                |                   |   |                 |             |             |  |   |              |         |         |  |
|  | 7                | Pyrintö           | 0                |                   | 2 | Kauhajoki Karhu | 4           |             |  |   |              |         |         |  |
|  |                  |                   |                  |                   | 2 | Kauhajoki Karhu | 4           |             |  |   |              |         |         |  |
|  |                  |                   | 3                | Nokia             | 1 |                 |             |             |  |   |              |         |         |  |
|  | 3                | Nokia             | 3                | Nokia             | 1 | 3               |             |             |  |   |              |         |         |  |
|  | 3                | Nokia             |                  |                   |   |                 |             |             |  |   |              |         |         |  |
|  | 6                | Kataja            | 0                |                   |   |                 |             |             |  |   |              |         |         |  |
|  | 6                | Kataja            | 0                |                   |   |                 |             |             |  |   |              |         |         |  |
|  |                  |                   |                  |                   |   |                 |             |             |  |   |              |         |         |  |

### Cuartos de final
| Equipo 1          | Series | Equipo 2 | 1.er partido | 2.º partido | 3.er partido | 4.º partido | 5.º partido |
| ----------------- | ------ | -------- | ------------ | ----------- | ------------ | ----------- | ----------- |
| Salon Vilpas      | 3–1    | KTP      | 83–87        | 95–64       | 77–69        | 88–55       | 0           |
| Kauhajoki Karhu   | 3–0    | Pyrintö  | 84–74        | 100–88      | 108–75       | 0           | 0           |
| Nokia             | 3–0    | Kataja   | 95–78        | 103–82      | 92–80        | 0           | 0           |
| Helsinki Seagulls | 3–1    | Kouvot   | 88–90        | 76–72       | 82–73        | 83–74       | 0           |

### Semifinales
| Equipo 1        | Series | Equipo 2          | 1.er partido | 2.º partido | 3.er partido | 4.º partido | 5.º partido | 6.º partido | 7.º partido |
| --------------- | ------ | ----------------- | ------------ | ----------- | ------------ | ----------- | ----------- | ----------- | ----------- |
| Salon Vilpas    | 4–0    | Helsinki Seagulls | 78–71        | 86–77       | 79–71        | 86–69       | 0           | 0           | 0           |
| Kauhajoki Karhu | 4–1    | Nokia             | 92–78        | 84–89       | 78–72        | 105–102     | 84–82       | 0           | 0           |

### Tercer y cuarto puesto
| Equipo 1 | Marcador | Equipo 2          |
| -------- | -------- | ----------------- |
| Nokia    | 97–104   | Helsinki Seagulls |

### Finales
| Equipo 1     | Series | Equipo 2        | 1.er partido | 2.º partido | 3.er partido | 4.º partido | 5.º partido | 6.º partido | 7.º partido |
| ------------ | ------ | --------------- | ------------ | ----------- | ------------ | ----------- | ----------- | ----------- | ----------- |
| Salon Vilpas | 2–4    | Kauhajoki Karhu | 86–75        | 79–85       | 79–83        | 75–93       | 86–79       | 96–99       |             |